# Clermont (Geórgia)
Clermont é uma cidade  localizada no estado americano de Geórgia, no Condado de Hall.

## Demografia
Segundo o censo americano de 2000, a sua população era de 419 habitantes.
Em 2006, foi estimada uma população de 702, um aumento de 283 (67.5%).

## Geografia
De acordo com o United States Census Bureau tem uma área de
2,5 km², dos quais 2,5 km² cobertos por terra e 0,0 km² cobertos por água. Clermont localiza-se a aproximadamente 362 m acima do nível do mar.

## Localidades na vizinhança
O diagrama seguinte representa as localidades num raio de 20 km ao redor de Clermont.